# セコンディ・タコラディ
セコンディ＝タコラディ (Sekondi-Takoradi) は、ガーナの都市。西部州の州都である。2012年の人口は約44.5万人。

## 歴史
セコンディとタコラディはともに17世紀以降にオランダ、スウェーデン、イギリスの砦が多数築かれた（黄金海岸参照）。鉱物と木材の積出しのため1903年セコンディと内陸のクマシ（ココアの産地）を結ぶ鉄道が開通したことが発展の契機となった。タコラディには1928年にガーナ初の深水港が開かれた。第二次世界大戦時にはタコラディ空軍基地はイギリス軍のエジプトへの出撃拠点となった。1946年、セコンディとタコラディが合併して、セコンディ＝タコラディとなった。

## 産業
ガーナ西部の港湾都市で、工業・商業が発展している。内陸からの鉄道がセコンディ＝タコラディまで通じており、物流の要としての役割を果たしている。

## スポーツ

セコンディ＝タコラディ・スタジアム

街のセコンディ＝タコラディ・スタジアムは、同市を本拠地とするセコンディFCのホームスタジアム。アフリカネイションズカップ2008の試合も開催された。

## 出身者
- サミュエル・インコーム：サッカー選手
- キム・グラント：サッカー選手
- デズモンド・エンゼ：サッカー選手
- ベン・ベンティル：バスケットボール選手
- エドウィン・ギーマー：サッカー選手
- アブ・ダンラディ：サッカー選手